# Monotomopsis
Monotomopsis (лат. ) — род жуков из семейства Монотомиды (Ризофагиды). Австралия, Индия, Юго-Восточная Азия.

## Описание
Мелкие жуки длиной около 5 мм. Форма тела узкая, вытянутая. Тазики широко расставленные. Голова вытянутая. Основная окраска тела коричневая. Усики десятичлениковые. Формула лапок 5-5-5 у самок и 5-5-4 у самцов. Взрослые особи собираются под корой деревьев.
- Monotomopsis andrewesi Grouvelle, 1908
- Monotomopsis monotomoides Grouvelle, 1896